# 邓柱廷
邓柱廷，OBE（1953年—），男，香港人，英国华人企业家，伦敦华埠商会主席，中华海外联谊会副会长。

## 生平
邓柱廷出生于香港新界。1975年来到英国，从事中餐业工作。其家族1982年在伦敦华埠开设了第一家餐厅“嘉丽华”。

### 中國共產黨間諜
2025年7月1日，英國《每日電訊報》報道邓柱廷為替中國共產黨統一戰線工作部效力的間諜。報道指他在2019年被委任為中共中央統戰部有聯繫的中華海外聯誼會副會長，更曾經在一場活動中與中共中央總書記習近平握手。鄧柱廷即曾多次遊說英國國會，為中共支持的倫敦市長候選人助選，並在英國籌辦有關爭議性議題的集會。他還曾公開支持中國在南海的主權主張，反對香港「反送中」民主運動，並提倡不排除使用武力統一台灣等。